# Pambolus vernicosus
Pambolus vernicosus är en stekelart som beskrevs av Sergey A. Belokobylskij 1992. Pambolus vernicosus ingår i släktet Pambolus och familjen bracksteklar. Inga underarter finns listade i Catalogue of Life.